# Dagny Servaes
Pour les articles homonymes, voir Servaes.
Dagny Servaes, née le 18 mars 1894 à Berlin et morte le 10 juillet 1961  à Vienne, est une actrice de théâtre et de cinéma germano-autrichienne.

## Biographie
Dagny Servaes est la fille de l'écrivain Franz Servaes (1862-1947). Elle étudie le théâtre à l'université de Musique et d'Art dramatique de Vienne. Elle fait ses débuts en étant engagée au Théâtre de la Cour (Hoftheater (de)) du duché de Saxe-Meiningen à Meiningen qui grâce au mécénat du duc Georges II était d'un haut niveau. Un an plus tard, elle joue sur les scènes renommées de Berlin, comme celle du Deutsches Theater, du théâtre Lessing ou du Schauspielhaus.
Elle joue son premier rôle au cinéma muet en 1916 et a souvent Emil Jannings pour partenaire. Ainsi en est-il de la Femme du pharaon, film monumental d'Ernst Lubitsch sorti en 1921, où elle joue Théonis. Elle est de plus en plus considérée comme une star du cinéma, mais elle préfère se consacrer les années suivantes au théâtre, notamment avec Max Reinhardt, avec qui elle entame une tournée en 1926-1928 aux États-Unis.
L'arrivée du cinéma parlant lui donne aussi des premiers rôles, alors qu'elle continue sa carrière théâtrale à Vienne.

## Filmographie partielle
- 1916 : Le Journal du Dr Hart (Das Tagebuch des Dr. Hart)
- 1916 : Die Last
- 1917 : Gold
- 1918 : Anranka et Arauka
- 1920 : Wildes Blut
- 1922 : La Femme du pharaon (Das Weib des Pharao) d'Ernst Lubitsch : Theonis
- 1922 : Pierre le Grand (Peter der Große) de Dimitri Buchowetzki
- 1923 : Les Contes d'Hoffmann (Hoffmanns Erzählungen) de Max Neufeld
- 1923 : Tout pour l'or (Alles für Geld) de Reinhold Schünzel
- 1923 : Au Nom du roi (In Namen des Königs)
- 1923 : Adam et Eve
- 1923 : Der Menschenfeind
- 1924 : Carlos und Elisabeth
- 1924 : Le Colonel Redl
- 1926 : Die lachende Grille
- 1927 : Les Tisserands de Friedrich Zelnik
- 1927 : Grand Hotel
- 1930 : Saint Venceslas (Svatý Václav)
- 1934 : Les Filles de Son Excellence (Die Töchter Ihrer Exzellenz)
- 1936 : Die Puppenfee
- 1937 : Florentine
- 1938 : Miroir de la vie (Spiegel des Lebens)
- 1938 : Nanon, d'Herbert Maisch
- 1938 : Histoire d'amour prussienne (Preußische Liebesgeschichte)
- 1938 : Unsterblicher Waltzer
- 1939 : Une cause sensationnelle
- 1940 : Friedrich Schiller - Le triomphe d'un génie
- 1940 : Der siebente Junge
- 1941 : Kleine Mädchen-große Sorgen
- 1942 : La Ville dorée (Die goldene Stadt) de Veit Harlan
- 1942 : Lache, Bajazzo
- 1943 : Die kluge Marianne
- 1944 : Am Vorabend
- 1944 : La Nuit des douze (Die Nacht der zwölf)
- 1945 : Wo ist Herr Belling? d'Erich Engel
- 1947 : Das unsterbliche Antlitz
- 1949 : La Symphonie héroïque
- 1950 : Das vierte Gebot
- 1951 : Maria Theresia
- 1953 : La Fille du régiment (Die Regimentstochter)
- 1953 : Du bist die Welt für mich
- 1959 : Oh, du mein Österreich